# Tiro com arco nos Jogos Insulares de 2025
O torneio de tiro com arco nos Jogos Insulares de 2025 será realizado em Kirkwall, Orkney, entre os dias 14 e 17 de julho. Serão realizados um total de dezoito eventos, entre individual e equipes masculinas e femininas e disputa mista. As disputas ocorrerão no Pickaquoy Centre, localizado em Kirkwall.

## Participantes
- Åland
- Gotland
- Guernsey
- Hitra
- Ilha de Man
- Ilhas Faroé
- Ilhas Malvinas
- Ilhas Ocidentais
- Jersey
- Minorca
- Orkney (Anfitrião)
- Sark
- Shetland

## Medalhistas

### Masculino
| Evento                | Ouro | Prata | Bronze |
| --------------------- | ---- | ----- | ------ |
| Recurvo WA 1440       |      |       |        |
| Composto WA 1440      |      |       |        |
| Recurvo WA 720        |      |       |        |
| Composto WA 720       |      |       |        |
| Recurvo eliminatório  |      |       |        |
| Composto eliminatório |      |       |        |

### Feminino
| Evento                | Ouro | Prata | Bronze |
| --------------------- | ---- | ----- | ------ |
| Recurvo WA 1440       |      |       |        |
| Composto WA 1440      |      |       |        |
| Recurvo WA 720        |      |       |        |
| Composto WA 720       |      |       |        |
| Recurvo eliminatório  |      |       |        |
| Composto eliminatório |      |       |        |

### Equipe
| Evento                | Ouro | Prata | Bronze |
| --------------------- | ---- | ----- | ------ |
| Recurvo WA 1440       |      |       |        |
| Composto WA 1440      |      |       |        |
| Recurvo eliminatório  |      |       |        |
| Composto eliminatório |      |       |        |

### Misto
| Evento                | Ouro | Prata | Bronze |
| --------------------- | ---- | ----- | ------ |
| Recurvo eliminatório  |      |       |        |
| Composto eliminatório |      |       |        |

## Quadro de medalhas
Atualizado em 11 de julho de 2025
| Pos                 | Equipe              | Ouro | Prata | Bronze | Total |
| 1                   | Åland               | 0    | 0     | 0      | 0     |
| 2                   | Gotland             | 0    | 0     | 0      | 0     |
| 3                   | Guernsey            | 0    | 0     | 0      | 0     |
| 4                   | Hitra               | 0    | 0     | 0      | 0     |
| 5                   | Ilha de Man         | 0    | 0     | 0      | 0     |
| 6                   | Ilhas Faroé         | 0    | 0     | 0      | 0     |
| 7                   | Ilhas Malvinas      | 0    | 0     | 0      | 0     |
| 8                   | Ilhas Ocidentais    | 0    | 0     | 0      | 0     |
| 9                   | Jersey              | 0    | 0     | 0      | 0     |
| 10                  | Minorca             | 0    | 0     | 0      | 0     |
| 11                  | Orkney              | 0    | 0     | 0      | 0     |
| 12                  | Sark                | 0    | 0     | 0      | 0     |
| 13                  | Shetland            | 0    | 0     | 0      | 0     |
| Totais (13 Equipes) | Totais (13 Equipes) | 0    | 0     | 0      | 0     |